# Ретроградний Меркурій
Ретрогра́дний Мерку́рій (від лат. retrogradus — «відступає», «той що йде назад») — астрономічне явище, при якому виникає ілюзія руху планети Меркурій у зворотному напрямку. Це відбувається через внутрішнє положення орбіти Меркурія щодо орбіти Землі і їх орбітального руху навколо Сонця. Це явище не має стосунку до ретроградного руху і пов'язане виключно з особливостями проєкції видимого положення Меркурія на небесну сферу Землі. Явище ретроградного Меркурія — повторюване. В середньому протягом одного року трапляється близько трьох таких положень планети, кожне триває приблизно три тижні. Аналогічна ілюзія спостерігається і для Венери, але практично непомітна для пересічного земного спостерігача, тому не стала об'єктом фольклору і забобонів.

## Суть явища
Кутова швидкість орбітального руху Меркурія в 4,14 раз більше кутової швидкості орбітального руху Землі, а середній діаметр орбіти приблизно в 3 рази менше. Меркурій, як і Венера, є внутрішніми планетами і поблизу нижнього сполучення для земного спостерігача не помітні (звернені до Землі неосвітленою стороною).
Меркурій розташований близько до Сонця і стає видимим для неозброєного ока лише поблизу східної елонгації. У цей період Меркурій з точки зору земного спостерігача віддаляється від Сонця на схід і швидкість цього руху нижче (з кутової швидкості орбітального руху Меркурія віднімається кутова швидкість руху Землі). Однак після проходження планетою точки елонгації кутова відстань між Меркурієм і Сонцем починає зменшуватися, що для земного спостерігача сприймається як рух Меркурія на захід, тобто у зворотному напрямку. Через високу кутову швидкість орбітального руху Меркурія, яка тепер підсумовується з кутовою швидкістю орбітального руху Землі (для земного спостерігача це кутова швидкість річного руху Сонця), видимий «ретроградний» рух Меркурія відбувається досить швидко (протягом тижня Меркурій «падає» на Сонце), що легко помітить навіть непідготовлений спостерігач. Видиме положення Венери на небі відбувається за аналогічним законом, але значно повільніше, тому для обивателів не помітно.

## Історія
Про явище ретроградного Меркурія відомі тексти, що дійшли до нас із середньовіччя. Про феномен говорили британські сільськогосподарські збірники, якими, своєю чергою, керувалися фермери — для вибудовування графіків при висадці врожаю.
Наукове пояснення цього явища було дане вже в XVIII столітті.
Оскільки явище ретроградного Меркурія лише оптична ілюзія, то, природно, що жодного впливу на жодні процеси воно не робить і не становить інтересу для сучасної науки. Нині це предмет інтересів лише всіляких псевдонаук (астрологія, спіритизм), а також астрономів-любителів.